# Apsilophrys capsica
Apsilophrys capsica är en stekelart som först beskrevs av Burks 1967.  Apsilophrys capsica ingår i släktet Apsilophrys och familjen sköldlussteklar. Inga underarter finns listade.